# Mar de Chukotka
El mar de Chukotka (en ruso: Чуко́тское мо́ре [tɕʊˈkotskəjə ˈmorʲe]) es el sector del océano Ártico localizado entre la punta nordeste de Asia y el punto noroeste de América del Norte. El estrecho de Bering es su límite más austral y lo conecta con el mar de Bering y el océano Pacífico. El mar pertenece más o menos por igual a los Estados Unidos y a Rusia. 

## Geografía
El mar de Chukotka se extiende desde el estrecho de De Long —frente a isla de Wrangel, al este de Siberia— hasta punta Barrow en Alaska, más allá del que se encuentra el mar de Beaufort. Se extiende desde los 66,5° a los 80° de latitud y desde los 160° a los 180° de longitud oeste. El mar tiene una superficie aproximada de 595 000 km² y solo es navegable aproximadamente cuatro meses del año.
Los principales ríos de Alaska que desembocan en el mar de Chukotka son los siguientes: río Kivalina, el río Kobuk, el río Kokolik, el río Kukpowruk, el río Kukpuk, el río Noatak, el río Utukok, el río Pitmegea y el río Wulik. Los ríos más importantes de Siberia son el río Amguyema y el río Chantalveergyn. 
El mar de Chukotka tiene muy pocas islas en comparación con otros mares del Ártico. No hay islas en su seno y solo un pequeño número de islas se encuentran a lo largo de la costa de Siberia. 
Las costas siberianas pertenecen al distrito autónomo de Chukotka. El principal puerto del mar de Chukotka es Uelen. 
La línea internacional de cambio de fecha cruza el mar de Chukotka de NW a SE. Está desplazadas hacia el este para evitar la isla de Wrangel e incluirla en el territorio autónomo de Chukotka en la Rusia continental.

### Fondo y corrientes
La principal característica geológica del mar de Chukotka es su fondo, una plataforma continental muy regular, la cuenca Esperanza, de unos 700 km de largo, limitada al noreste por el Arco Herald, que se estrecha al sur en forma de embudo hacia el estrecho de Bering, y choca con la península de Seward en la parte norteamericana, así como con la península de Chukotka en Siberia. Su profundidad máxima es de 1256 m, aunque el 56 % de la superficie total tiene menos de 50 m.
Las masas de agua de este mar ártico continental se encuentran en intercambio con la parte norte del océano Pacífico a través del estrecho de Bering. Aquí fluye agua cálida proveniente del sur hacia adentro del océano Ártico. Hacia el norte, el mar de Chukotka se abre ampliamente al océano Ártico.
A lo largo de la costa siberiana del mar de Chukotka se presentan solo esporádicos canales abiertos de agua entre el hielo compacto y la banquisa sobre canales de hielo compacto. La poderosa fuerza de empuje del remolino de Beaufort aprieta la masa de hielo del oeste del Ártico hacia el interior del mar de Chukotka, de manera que en él se cierran los canales de hielo compacto y se paraliza prácticamente la formación de hielo nuevo.

### Clima
El clima del mar de Chukotka se encuentra determinado por las influencias polares pero también por las del océano Pacífico. De esta forma, durante el invierno, las regiones costeras en la parte siberiana del mar continental están caracterizadas, más bien por tener fríos vientos terrales, los cuales proceden del océano Ártico norteamericano. Durante el verano prevalecen las influencias climáticas, cálidas, procedentes del sur del océano Pacífico y el mar de Chukotka se halla en general libre de hielo, algo más temprano que las otras plataformas continentales del Ártico.

### Fitoplancton
En 2012, científicos del Cold Regions Research and Engineering Laboratory (Laboratorio de Investigación e Ingeniería de Regiones Frías)  de EE. UU. publicaron hallazgos que describen el descubrimiento del fitoplancton oceánico más grande conocido en el mundo. Los hallazgos fueron inesperados ya que anteriormente se creía que el plancton crece solo después del derretimiento del hielo estacional, sin embargo, se descubrieron algunas algas bajo varios metros de hielo marino intacto.
Anderson et al 2021 documenta dos lechos de cistos del dinoflagelado Alexandrium catenella en Ledyard Bay y Barrow Canyon dentro del mar de Chukotka. Aunque los lechos de cistos consisten en A. catenella en estado latente, si las condiciones ambientales son adecuadas, pueden germinar y crear floración de algas nocivas. En su estado activo, A. catenella produce saxitoxina, una potente neurotoxina que es responsable del envenenamiento paralizante por mariscos (Paralytic shellfish poisoning, PSP) si se consume. La toxina puede bioacumularse a lo largo de la cadena alimentaria y representa una amenaza para las comunidades locales que dependen de la red alimentaria marina para su sustento.
La superficie total de los lechos de quistes es de 145 600 km2, comparable a la superficie del estado de Iowa. Estos lechos son seis veces más grandes que los lechos informados anteriormente en otras áreas, y la concentración de quistes en el sedimento se encuentra entre las más altas del mundo. La germinación solo puede ocurrir en los pocos milímetros superiores de un lecho, ya que los quistes deben estar en condiciones óxicas para entrar en su etapa de vida más activa en la que es posible la reproducción.
A temperaturas del agua del fondo de aproximadamente 3 °C, los cistos de A. catenella tardan aproximadamente 28 días en germinar y, a temperaturas del agua de fondo de 8°, el tiempo de germinación se reduce a 10 días. Las floraciones in situ en 2018 y 2019 se han atribuido a estos lechos de cistos y ocurrieron en los meses de julio y agosto. Con temperaturas del agua de verano más cálidas y corrientes oceánicas cada vez más desestabilizadas asociadas con el cambio climático, el inicio de la floración se ha adelantado tres semanas en las últimas dos décadas, y se ha extendido la ventana de tiempo para las floraciones superficiales dañinas.

### Recursos: petróleo y gas
En la plataforma de Chukotka se supone que hay reservas de petróleo y gas de unos 30 millones de barriles. Varias compañías petroleras han competido por los derechos en la zona, y el 6 de febrero de 2008, el gobierno de los EE. UU. autorizó la perforación en su zona económica exclusiva a cambio de $2.6 mil millones por los derechos de extracción. La subasta ha sido fuertemente criticada por los grupos ecologistas.

## Historia

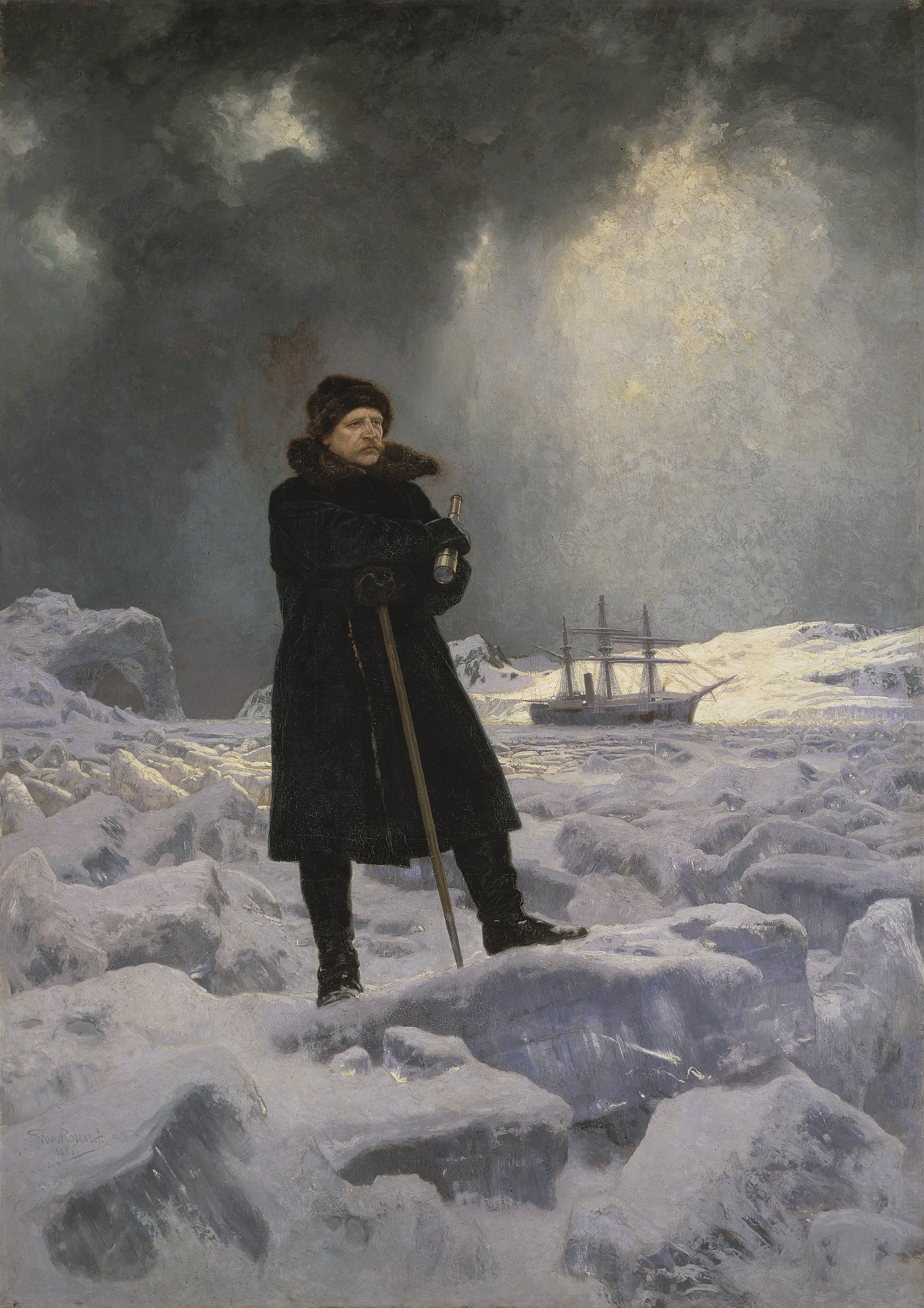
Adolf Erik Nordenskiöld, con el Vega al fondo, en una de sus exploraciones del ártico (pintura de 1886 de Georg von Rosen).

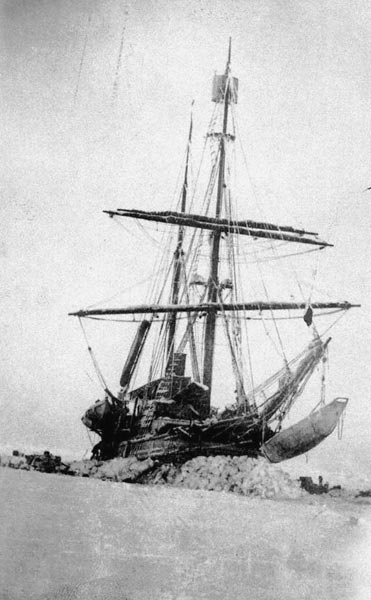
El Karluk atrapado en los hielos.

El mar lleva el nombre del pueblo chukchi, habitantes de sus orillas y la península de Chukotka, un pueblo que tradicionalmente se dedicó a la pesca, la caza de ballenas y la caza de morsa en este frío mar. 
El 28 de septiembre de 1878, durante la expedición en que el explorador y geólogo finlandés Adolf Erik Nordenskiöld recorrió por primera vez en la historia toda la ruta del Nordeste, el vapor Vega quedó atascado en el hielo en el mar de Chukotka. Dado que era imposible seguir avanzando ese año, el buque fue asegurado para pasar el invierno a pesar de que los miembros de la expedición y la tripulación eran conscientes de que solo unas pocas millas les separaban de las aguas abiertas. Al año siguiente, dos días después de que la Vega fuese liberada, la expedición cruzó el estrecho de Bering y el vapor se dirigió hacia el océano Pacífico para completar la travesía bordeando Asia, cruzando el canal de Suez para recorrer el Mediterráneo y volver finalmente tras rodear Europa a Estocolmo, el 24 de abril de 1880 (la partida fue desde el puerto sueco de Karlskrona el 22 de junio de 1878).
En agosto/septiembre de 1913, otro buque, el Karluk, quedó atrapado en el hielo en la travesía de la parte norte del mar de Chukotka. El barco encabezaba la expedición del Ártico Canadiense (1913-18) liderada por el canadiense Vilhjalmur Stefansson, junto con él y el. Cuando quedó atrapado, Stefansson abandonó la nave principal y dejó a la tripulación con el capitán Robert Bartlett de Terranova. El Karluk se hundió el 11 de enero de 1914, aplastado por el hielo, cerca de isla Herald. 
Los supervivientes llegaron a la isla de Wrangel, donde se encontraron en una situación desesperada. El capitán decidió ir en busca de auxilio caminando más de quinientos kilómetros sobre el hielo del mar de Chukotka, acompañado por un inuit, Kataktovik. Llegaron a cabo Vankarem en la costa de Chukotka, el 15 de abril de 1914. Doce sobrevivientes de la nefasta expedición fueron encontrados en isla de Wrangel, el 7 de septiembre de 1914, por la King & Winge, una nueva goleta ártica que partió en su auxilio desde Alaska. Bartlett recibió el más alto premio de la Royal Geographical Society por su notable heroísmo.
En 1933, el vapor Chelyuskin zarpó de Múrmansk intentando demostrar que el tránsito de la Ruta del Mar del Norte hasta el océano Pacífico era posible completarla en una misma temporada. El buque fue acosado por los pesados hielos del mar de Chukotka, y después de una deriva entre el hielo durante más de dos meses, fue aplastado y se hundió el 13 de febrero de 1934 cerca de isla Kolyuchin. Salvo un muerto, toda la tripulación de 104 personas fue capaz de establecer un campamento en el hielo marítimo. El gobierno soviético organizó una evacuación aérea impresionante, en la que todos fueron rescatados. El capitán Vladimir Voronin y el líder de la expedición Otto Schmidt se convirtieron en héroes. 
Después de varios intentos infructuosos, los restos fueron encontrados sobre el lecho del mar de Chukotka por una expedición rusa, Chelyuskin-70, a mediados de septiembre de 2006. Dos pequeños componentes de la superestructura del buque fueron recuperados por los buzos y fueron enviados a los constructores del barco, Burmeister & Wain  de Copenhague, para su identificación.

## Delimitación de la Organización Hidrográfica Internacional (IHO)
La Organización Hidrográfica Internacional («International Hydrographic Organization, IHO), considera al mar de Chukotka. En su publicación de referencia mundial, «Limits of oceans and seas» (Límites de océanos y mares, 3.ª edición de 1953), le asigna el número de identificación 12 y lo define de la siguiente forma:

Al oeste.

El límite oriental del mar Siberiano del Este (11) [Desde el punto más septentrional de la isla de Wrangel a través de esta isla hasta el cabo de Blossom, desde allí hasta el cabo Yakan en tierra continental (176°40'E)].

Al Norte.
Una linea de Punta Barrow, Alaska (71°20'N, 156°20'O) hasta el punto más septentrional de la isla de Wrangel (179°30'O).

Al Sur.
El círculo polar ártico entre Siberia y Alaska.
Limits of oceans and seas, pág. 9.